# Víctor Reyes (beisbolista)
Víctor José Reyes (nacido en Barcelona, Estado Anzoátegui, Venezuela, el 5 de octubre de 1994) es un beisbolista profesional venezolano que juega en la posición de Jardinero, en Las Grandes Ligas de Béisbol (MLB) con el equipo Tigres de Detroit y en la Liga Venezolana de Béisbol Profesional (LVBP), juega con el equipo Caribes de Anzoátegui.

## Carrera en el Béisbol

### 2011
El 2 de julio de 2011, Víctor Reyes es firmado por los Atlanta Braves como agente libre amateur.

### 2012
El 2 de junio,  Víctor Reyes hace su debut con el equipo DSL Braves de la 'Dominican Summer League', en esta temporada regular Victor Reyes obtiene un promedio de AVG .296, en 52 Partido, en 162 veces al bate produjo 48 hit, 40 carreras anotas, 3 dobles, 0 triples, 0 jonrones, 33 carreras impulsadas, 12 bases robadas, 31 bases por bolas y 39 ponches.

### 2013
El 21 de junio,  Víctor Reyes hace su debut con el equipo GCL Braves de la 'Gulf Coast League', en esta temporada regular Victor Reyes obtiene un promedio de AVG .357, en 31 Partido, en 112 veces al bate produjo 40 hit, 22 carreras anotas, 8 dobles, 1 triples, 0 jonrones, 21 carreras impulsadas, 5 bases robadas, 12 bases por bolas y 20 ponches. Hasta el 3 de agosto.
El 6 de agosto,  Víctor Reyes es ascendido con el equipo Danville Braves de la 'Appalachian League', en esta temporada regular Victor Reyes obtiene un promedio de AVG .321, en 18 Partidos, en 81 veces al bate produjo 26 hit, 12 carreras anotas, 3 dobles, 0 triples, 0 jonrones, 4 carreras impulsadas, 0 bases robadas, 3 bases por bolas y 9 ponches. Hasta el 29 de agosto de 2013

### 2014
El 3 de abril,  Víctor Reyes es ascendido a Clase A (Media) con el equipo Rome Braves de la South Atlantic League, en esta temporada regular Victor Reyes obtiene un promedio de AVG .259, jugó 89 Partidos, en 332 veces al bate produjo, 86 hit, 32 carreras anotas, 13 dobles, 0 triples, 0 jonrones, 34 carreras impulsadas, 12 bases robadas, 24 bases por bolas y 58 ponches. Hasta el 18 de septiembre de 2014

### 2015
EL 6 de abril de 2015, Reyes es canjeado por los Atlanta Braves a los Arizona Diamondbacks para la selección de la ronda B de la competencia de 2015.
El 16 de abril,  Víctor Reyes es ascendido al equipo Kane County Cougars de la Midwest League, en esta temporada regular Victor Reyes obtiene un promedio de AVG .311, jugó 121 Partidos, en 424 veces al bate produjo, 132 hit, 57 carreras anotas, 17 dobles, 5 triples, 2 jonrones, 59 carreras impulsadas, 13 bases robadas, 22 bases por bolas y 58 ponches. Hasta el 7 de septiembre de 2015.

### 2016
El 8 de abril,  Víctor Reyes es ascendido a la Clase A Avanzada (Fuerte) al equipo Visalia Rawhide de la California League, en esta temporada regular Víctor Reyes obtiene un promedio de AVG .303, jugó 124 Partidos, en 469 veces al bate produjo, 142 hit, 62 carreras anotas, 11 dobles, 12 triples, 6 jonrones, 54 carreras impulsadas, 20 bases robadas, 33 bases por bolas y 78 ponches. Hasta el 5 de septiembre de 2016.
EN LA LVBP
El 2 de octubre de 2016, EL RF Víctor Reyes es asignado a Los Leones del Caracas de la Liga Venezolana de Béisbol Profesional para la Temporada 2016-17.
El 8 de octubre,  Víctor Reyes hace su debut con Los Leones del Caracas, en esta temporada regular Víctor Reyes obtiene un promedio de AVG .000, jugó 1 partido, en 1 sola aparición no logró mucho.

### 2017
El 3 de abril de 2017, Víctor Reyes es asignado a Doble A con el equipo Jackson Generals de la Southern League.
A partir del 6 de abril de esta temporada regular Víctor Reyes obtiene un promedio de AVG .292, jugó 126 Partidos, en 479 veces al bate produjo, 140 hit, 59 carreras anotas, 29 dobles, 5 triples, 4 jonrones, 51 carreras impulsadas, 18 bases robadas, 27 bases por bolas y 80 ponches. Hasta el 4 de septiembre de 2017.
El 10 de octubre, Víctor Reyes es asignado a Doble A con el equipo Salt River Rafters de la Liga de Otoño de Arizona. obtiene un promedio de AVG .316, jugó 20 Partidos, en 79 veces al bate produjo, 25 hit, 8 carreras anotas, 3 dobles, 2 triples, 0 jonrones, 9 carreras impulsadas, 12 bases robadas, 2 bases por bolas y 12 ponches. Hasta el 14 de noviembre de 2017.
El 14 de diciembre de 2017, los Tigres de Detroit lo seleccionaron de la organización Arizona Diamondbacks con la primera selección del draft de la Regla 5 de 2017. Reyes hizo la lista de 25 hombres del día inaugural de los Tigres en 2018.

### 2018
Reyes hizo la lista de 25 hombres del día inaugural de los Tigres en 2018. Reyes hizo su debut en las Grandes Ligas con los Tigres el 1 de abril, pero abandonó el juego temprano luego de que un pincho le cortó el brazo. El equipo dijo que su estado es día a día.
Después del juego, Reyes dijo que recibió ocho puntos, pero se sentía bien y parecía optimista de que no se perdería ningún momento. Durante la primera mitad de la temporada, Reyes jugó con moderación, principalmente como corredor emergente de Víctor Martínez o como reemplazo defensivo de última hora. Durante el receso del Juego de Estrellas de 2018, Reyes estaba bateando .221 en solo 96 apariciones en el plato.
El 2 de septiembre, Reyes bateó su primer jonrón en su carrera en las grandes ligas, un disparo en solitario contra Sonny Gray de los New York Yankees. Reyes también fue 4-de-5 en el concurso para su primer juego de cuatro hits en su carrera. Terminaría la temporada 2018 con un promedio de .222 con 1 jonrón en 212 turnos al bate. También robó 9 bases en 10 intentos.
EN LA LVBP
El grandeliga de los Tigres de Detroit Víctor Reyes se incorporó el día 17 de octubre a la cueva de los Leones del Caracas, sintiéndose muy bien física y mentalmente y sobre todo muy cómodo con sus compañeros.
El 23 de octubre de 2018, Victor Reyes es asignado a Los Leones del Caracas. Reyes para esta temporada obtiene un promedio de AVG .337, jugó 23 Partidos, en 86 veces al bate produjo, 23 hit, 17 carreras anotas, 1 dobles, 2 triples, 0 jonrones, 3 carreras impulsadas, 1 bases robadas, 8 bases por bolas y 18 ponches. Hasta el 24 de noviembre de 2018.
El 6 de diciembre, Víctor Reyes  dio a conocer que no volverá con los Leones del Caracas, informó Mike Rojas, antes del partido de Leones frente a Cardenales de Lara. “Le sacaron dos muelas”, “No puede hacer ninguna actividad física”.